# Sternstunden
Sternstunden é o quarto DVD ao vivo da banda alemã Unheilig. Foi lançado em 12 de Março de 2010, gravado durante a turnê Puppenspieler nos festivais Feuertanz e Amphi 2009 

## Lista de Faixas
Faixas de 1 à 11 gravadas durante o Feuertanz Festival 2009, Faixas de 12 até 15 gravadas durante o Amphi Festival 2009.
| N.º | Título                                 | Duração |  |
| 1.  | "Lampenfieber"                         |         |  |
| 2.  | "Spiegelbild"                          |         |  |
| 3.  | "Tanz mit dem Feuer"                   |         |  |
| 4.  | "Astronaut"                            |         |  |
| 5.  | "Kleine Puppe"                         |         |  |
| 6.  | "An deiner Seite"                      |         |  |
| 7.  | "Feuerengel"                           |         |  |
| 8.  | "Sage ja!"                             |         |  |
| 9.  | "Maschine"                             |         |  |
| 10. | "Freiheit"                             |         |  |
| 11. | "Mein Stern"                           |         |  |
| 12. | "Sage ja!"                             |         |  |
| 13. | "Freiheit"                             |         |  |
| 14. | "Sieh in mein Gesicht"                 |         |  |
| 15. | "Mein Stern"                           |         |  |
| 16. | "Impressionen Feuertanz Festival 2009" |         |  |

## Créditos
- Der Graf - Vocais/Produção
- Christoph "Licky" Termühlen - Guitarra
- Henning Verlage - Teclados/Programação/Produção